# یواس‌اس اسکینک (اس‌پی-۶۰۵)
یواس‌اس اسکینک (اس‌پی-۶۰۵) (به انگلیسی: USS Skink (SP-605)) یک کشتی بود که طول آن ۵۰ فوت (۱۵ متر) بود. این کشتی در سال ۱۹۱۷ ساخته شد.